# Mutação Sinônima
Mutação sinônima diz respeito à uma mutação pontual em um éxon codificador de proteína, que não alterará a sequência de proteínas sintetizadas, mas somente o DNA (Parmley & Hurst, 2007²). 
Já foi pensado que por conta da redundância do código genético, uma mutação sinônima não traria prejuízos de aptidão para os seres vivos. Porém, atualmente existem evidências que provam que mutações sinônimas podem influenciar na aptidão dos organismos, como por exemplo uma variedade de doenças genéticas ligadas a ela (Chamary et al., 2006).

### Teoria Neutra
A partir do momento constatado que as mutações sinônimas acontecem em uma velocidade bem maior em relação às mutações não sinônimas, foi fortemente assumida a neutralidade das mutações sinônimas (Kimura, 1977). Porém, tal fato foi refutado se consideradas espécies que apresentam populações vastas, como bactérias, insetos, vermes, entre outros, pois foi descoberto que em genes altamente expressos, não é aleatória a escolha do códon sinônimo utilizados para especificar certo aminoácido (Powell & Moriyama, 1997; Duret, 2002). Também, pela estrutura da evolução molecular de modelo quase neutro (Ohta, 1992), as espécies com tamanhos populacionais pequenos tendem a ter uma seleção menos eficiente, logo supõe-se que em mamíferos a seleção seja ínfima (Sharp et al., 1995). E em humanos, a seleção para tradução aparenta ser fraca ou praticamente inexistente (Reis et al., 2004), e não explica o porquê da existência em éxons de grandes porções contendo posições sinônimas muito conservadas (Schattner & Diekhans, 2006; Parmley & Hurst, 2007¹). Isso, combinado ao fato de taxas sinônimas de evolução em domínios exônicos associados ao splicing podem ficar baixas (Hurst & Pál, 2001; Orban & Olah, 2001), pode explicar que sobre mutações sinônimas nos mamíferos, grande parte da seleção é ligada ao splicing e sua perturbação. Além disso, sabe-se que a maioria das doenças genéticas ligadas à mutação sinônima partem da interrupção do splicing (Chamary et al., 2006).
Assim, os humanos com sua alta densidade de íntrons apresentam seleção em mutações sinônimas diferente da que ocorre em outros organismos? Ainda não se sabe ao certo a resposta para essa pergunta, pois para isso o splicing teria de explicar toda a seleção em mutações sinônimas nos mamíferos. Enfim, é possível aferir que nos mamíferos existem pelo menos quatro mecanismos pelos quais as mutações sinônimas podem influenciar no fitness do ser: ligação de miRNA, dobramento de RNA mensageiro, dobramento de proteína e regulação do splicing (Sun et al., 2006). Já foi demonstrado que uma mutação sinônima foi associada à doença por conta de seus efeitos na estabilidade do RNA mensageiro (Duan et al., 2003), e existem análises que mostram a seleção agindo em mutações sinônimas e também afetando o RNA mensageiro (Chamary & Hurst, 2005; Cohen & Skiena, 2003). Por fim, é certo que nos mamíferos as mutações sinônimas não somente estão sob efeito da seleção, como os mecanismos pelos quais a seleção atua nas funções citadas anteriormente são mais diversos do que era esperado.
Existem alguns mecanismos moleculares onde a mutação sinônima pode alterar níveis de proteínas  ou conformação (Sauna & Kimchi-Sarfaty, 2011). O primeiro mecanismo é durante o processo do RNA, na qual o spliceossomo organiza a transcrição tirando os íntrons. E as proteínas que regulam o splicing atuam na extremidade dos éxons sinalizando as mutilações. Nesse caso a mutação sinônima pode resultar na falha das proteínas de splicing para interagir com alguns éxons, sendo assim as proteínas não reconhecem os limites e podem resultar em proteínas não funcionais.
Segundo mecanismo atua no RNA mensageiro, mais precisamente na estabilidade global e local do mesmo. A mutação sinônima pode alterar essa estabilidade fazendo com que o RNA mensageiro gere proteínas de níveis mais baixos, podendo trazer consequências clínicas.
Terceiro mecanismo está na cinética, usada para otimizar a tradução tanto na tradução quanto na precisão e velocidade (Sauna & Kimchi-Sarfaty, 2011). Alguns RNAs transportadores raros são usados como “rampa” para evitar congestionamento ribossomal usado pelos 60 primeiros códons. Esse evento pode ser pelos códons mais frequentes ou alguns autocorrelacionados, dessa forma, são aminoácidos que se repetem na sequência, acabam usando o mesmo códon, permitindo a “reciclagem” do RNA transportador. Nesse caso a mutação pode atrapalhar na tradução diminuindo a síntese e/ou em dobramentos incorretos de proteínas, podendo resultar em proteoxicidade (proteoxicidade associada ao envelhecimento é o principal fator que contribui para o desenvolvimento de doenças neurodegenerativas como as doenças de Alzheimer e de Huntington) (Pinca, 2017).
Quarto e último mecanismo, o modelo recente foi desenvolvido e explica a atuação da mutação que gera os sítios de pausa da tradução que podem alterar a conformidade durante o dobramento contraducional resultando em “pares” alternativos. Por exemplo, se temos dois locais, que vamos chamá-los de A e B, de uma proteína imaginária, o local B só tem uma conformidade estável, no entanto a parte A tem dois confôrmeros razoavelmente estáveis, A1 e A2. B normalmente estabiliza A2, porém, se tiver um dobramento co-translacional e se A e B podem dobrar independentemente, a conformidade A1B é gerada, esse dobramento independente pode ser facilitado por uma seção de pausa entre A e B. Mas se o dobramento de B ocorrer antes de A temos a formação A2B . Ou seja, a presença ou ausência dos sítios de pausa entre os dois locais podem influenciar em qual das duas (A1B e A2B) proteína será sintetizada. As mutações sinônimas que alteram  o local de pausa podem resultar em uma conformação diferente de proteína. 
1. ↑  Chamary, J. V., & Hurst, L. D. (2005). Evidence for selection on synonymous mutations affecting stability of mRNA secondary structure in mammals. Genome Biology, 6(9), 1-12.
2. ↑  Chamary, J. V., Parmley, J. L., & Hurst, L. D. (2006). Hearing silence: non-neutral evolution at synonymous sites in mammals. Nature Reviews Genetics, 7(2), 98-108.
3. ↑  Cohen, B., & Skiena, S. (2003). Natural selection and algorithmic design of mRNA. Journal of Computational Biology, 10(3-4), 419-432.
4. ↑  Duan, J., Wainwright, M. S., Comeron, J. M., Saitou, N., Sanders, A. R., Gelernter, J., & Gejman, P. V. (2003). Synonymous mutations in the human dopamine receptor D2 (DRD2) affect mRNA stability and synthesis of the receptor. Human Molecular Genetics, 12(3), 205-216.
5. ↑  Duret, L. (2002). Evolution of synonymous codon usage in metazoans. Current Opinion in Genetics & Development, 12(6), 640-649.
6. ↑  Hurst, L. D., & Pál, C. (2001). Evidence for purifying selection acting on silent sites in BRCA1. TRENDS in Genetics, 17(2), 62-65.
7. ↑  Kimura, M. (1977). Preponderance of synonymous changes as evidence for the neutral theory of molecular evolution. Nature, 267(5608), 275-276.
8. ↑  Ohta, T. (1992). The nearly neutral theory of molecular evolution. Annual Review of Ecology and Systematics, 263-286.
9. ↑  Orban, T. I., & Olah, E. (2001). Purifying selection on silent sites–a constraint from splicing regulation?. TRENDS in Genetics, 17(5), 252-253.
10. ↑  ¹Parmley, J. L., & Hurst, L. D. (2007). How common are intragene windows with KA> KS owing to purifying selection on synonymous mutations? Journal of Molecular Evolution, 64(6), 646-655.
11. ↑  ²Parmley, J. L., & Hurst, L. D. (2007). How do synonymous mutations affect fitness? Bioessays, 29(6), 515-519.
12. ↑  Pinca, A. P. F. (2017). Desvendando Os Efeitos Não Autônomos De Dicer No Controle Da Proteostase Celular Em Caenorhabditis Elegans E Camundongos.
13. ↑  Powell, J. R., & Moriyama, E. N. (1997). Evolution of codon usage bias in Drosophila. Proceedings of the National Academy of Sciences, 94(15), 7784-7790.
14. ↑  Reis, M. D., Savva, R., & Wernisch, L. (2004). Solving the riddle of codon usage preferences: a test for translational selection. Nucleic acids research, 32(17), 5036-5044.
15. ↑  Sauna, Z. E., & Kimchi-Sarfaty, C. (2011). Understanding the contribution of synonymous mutations to human disease. Nature Reviews Genetics, 12(10), 683-691.
16. ↑  Schattner, P., & Diekhans, M. (2006). Regions of extreme synonymous codon selection in mammalian genes. Nucleic Acids Research, 34(6), 1700-1710.
17. ↑  Sharp, P. M., Averof, M., Lloyd, A. T., Matassi, G., & Peden, J. F. (1995). DNA sequence evolution: the sounds of silence. Philosophical Transactions of the Royal Society of London. Series B: Biological Sciences, 349(1329), 241-247.
18. ↑  Sun, M., Hurst, L. D., Carmichael, G. G., & Chen, J. (2006). Evidence for variation in abundance of antisense transcripts between multicellular animals but no relationship between antisense transcription and organismic complexity. Genome Research, 16(7), 922-933.